# Posições políticas de Luiz Inácio Lula da Silva
Este artigo aborda as posições políticas de Luiz Inácio Lula da Silva, presidente do Brasil entre 2003 e 2010 e de 2023 em diante.
Apesar de ter defendido o "socialismo do século XXI", o lulismo é considerado substancialmente semelhante ao liberalismo social. Embora tenha mostrado uma tendência liberal moderada de centro-esquerda economicamente, destacou sua proximidade com a Venezuela chavista e avaliou negativamente Juan Guaidó durante a crise presidencial venezuelana. Ele se diz contrário ao aborto, mas afirma que esse assunto deve ser tratado como uma questão de saúde pública.
Quando só parte da oposição ou líder dela, principalmente durante os governos Fernando Collor, Itamar Franco e Fernando Henrique Cardoso, o político tomou posicionamentos polêmicos como ser a favor do Plano Cruzado, votar contra a Constituição de 1988, ser contra o Plano Real – o chamando de "estelionato eleitoral" – entre outros.

## Resumo
Luiz Inácio Lula da Silva é uma figura pública de carreira política relevante a nível nacional (no Brasil) e internacional, tendo ocupado diversos cargos públicos ao longo de sua vida política. É relevante considerar uma análise mais abrangente de suas posições políticas, que podem variar consideravelmente ao longo do tempo ou mediante ao cargo público ocupado e aos contextos específicos.
| Regulação da mídia | Direitos LGBT               | Cotas raciais                    | Reforma agrária               |
| Pena de morte      | Redução da maioridade penal | Privatização                     | Descriminalização do aborto   |
| Reforma tributária | Reforma trabalhista         | Flexibilização do porte de armas | Descriminalização de cannabis |

## Principais posições políticas

### Regulação da mídia
Lula defende a regulação da mídia e meios de comunicação no Brasil, incluindo rádios, televisão e a internet. O político defende "colocar parâmetros" para o funcionamento da mídia, mas reconhece que não entende do assunto. Ele sempre defendeu um marco regulatório da comunicação e até tentou emplacar um projeto de lei à época do seu segundo mandato, mas a iniciativa não prosperou. Em outras oportunidades ao longo do ano, Lula reconheceu não entender sobre regulação dos meios de comunicação, mas ainda assim defendeu a proposta. "Não pergunte para mim, porque eu não sei como regular, não sou especialista nisso. Mas o Brasil deve ter muita gente nas universidades, na sociedade brasileira, que vai saber fazer uma regulação em que a gente não censure, mas não permita a libertinagem que tem hoje nos meios de comunicação".

### Direitos LGBT

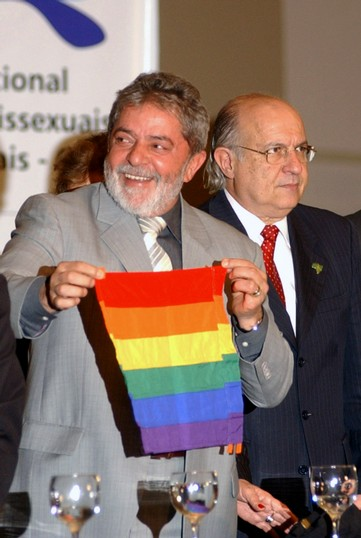
O ex-presidente Lula na abertura da 1ª Conferência Nacional de Gays, Lésbicas, Bissexuais, Travestis e Transexuais

Lula foi o primeiro presidente do Brasil a abrir as portas do Planalto para dialogar com os movimentos sociais e criar programas voltados para o reconhecimento dos direitos LGBT. Em 2004, o governo Lula criou o programa "Brasil sem Homofobia" desenvolvido com o objetivo de promover a cidadania e os Direitos Humanos à população LGBT a partir de equiparação de direitos e do combate à violência e à discriminação.
Em 1998, Lula disse ser contra o casamento gay.

### Descriminalização do aborto
Lula é contra o aborto e a favor da vida. "Não só eu sou contra o aborto como as mulheres com quem eu casei são contra o aborto. Eu acho que quase todo mundo é contra o aborto. Não só porque nós somos defensores da vida, mas porque deve ser uma coisa muito desagradável e dolorida".

### Pena de morte e redução da maioridade penal
Em 2003, Lula condenou a pena de morte e a redução da maioridade penal como uma "luta inglória".
Em 2015, Lula criticou a iniciativa da Câmara dos Deputados de aprovar a redução da maioridade penal para crimes graves, como homicídio e estupro. Ele acredita que a medida joga "nas costas de meninos de 16 anos a responsabilidade do que os governos não fazem".

### Reforma agrária
No programa de seu primeiro governo, Lula apoiava a reforma agrária por desapropriação, de acordo com a constituição. Quando eleito, criou o Programa Nacional de Reforma Agrária, que tinha como objetivo de beneficiar 1 milhão de pessoas, que, de acordo com o próprio governo, atingiu 95% do seu objetivo. Apesar disso, críticos dizem que o governo investia mais no agronegócio do que no pequeno produtor. Em 2006, Lula investiu  R$ 50 bilhões no agronegócio e R$ 10 bilhões na reforma agrária. O governo também foi acusado de esvaziar a proposta da reforma.
O Movimento dos Trabalhadores Rurais Sem Terra (MST) esteve alinhado com o Partido dos Trabalhadores desde sua criação, e fazia campanha para o partido em eleições. Porém a reforma agrária feita durante primeiro governo Lula foi muito mais modesta do que a defendida pelo partido antes da eleição, e o MST passou a ter uma relação pragmática com o PT.

## Relacionamento com certos regimes autoritários
Apoio de ditaduras como em Angola, Cuba, Líbia, Nicarágua, Venezuela e ditadores como Fidel Castro, Raul Castro, Hugo Chavez, Daniel Ortega, José Eduardo dos Santos, Teodoro Obiang Nguema Mbasogo e Muamar Kadafi.

### Cuba dos Castros

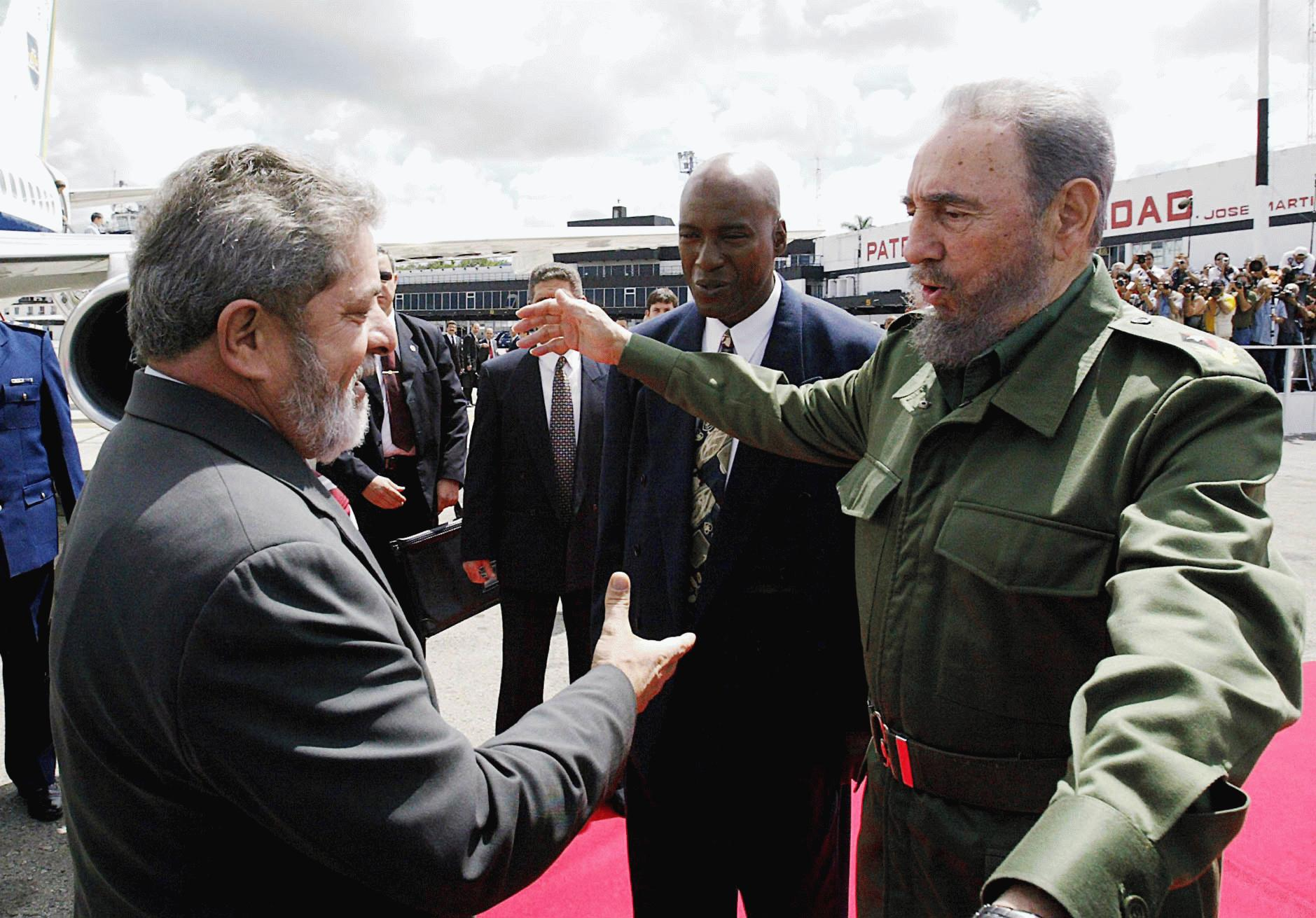
Lula e Fidel foram amigos íntimos

Durante os Protestos em Cuba em 2021, ao ser questionado sobre a repressão policial às manifestações, ele disse “que essas coisas acontecem no mundo inteiro, a polícia bate em muita gente, é violenta. É engraçado porque a gente reclama de uma decisão que evitou os protestos em Cuba, mas não reclama que os cubanos estavam preparados para dar a vacina e não tinham seringas, e os americanos não permitiam a entrada de seringas... precisamos parar de condenar Cuba e condenar um pouco mais o bloqueio dos Estados Unidos”, disse Lula ao El País.
Jornalistas questionaram o petista se não seria possível condenar o bloqueio norte-americano e pedir liberdade aos opositores nas ruas, ao mesmo tempo. Lula respondeu “... o problema da democracia em Cuba não será resolvido instigando os opositores a criar problemas para o Governo. Será conquistada quando o bloqueio acabar”, afirmou.
Pouco mudou desde 2005, quando foi questionado sobre a ditadura cubana, Lula disse que o "Brasil pode ajudar a construir o processo democrático em Cuba" e voltou a se referir ao embargo americano como o grande problema.

### Líbia de Kadafi
Durante o seu mandato, Lula da Silva teve pelo menos quatro encontros com o ditador Muamar Kadafi. Numa das reuniões, na abertura da Cúpula da União Africana, em Sirte, na Líbia, em 1º de julho de 2009, Lula chamou o ditador de "amigo e irmão". O ditador líbio ficou 42 anos no poder, acusado de reprimir violentamente as multidões que saiam às ruas de algumas cidades da Líbia para pedir por democracia no país.
Lula teve seu primeiro encontro com Kadafi em 9 de dezembro de 2003, menos de um ano depois de tomar posse como presidente da República. O presidente viajou a Trípoli, onde teve uma reunião com Kadafi. Com as tropas de Kadafi cortando os canais de comunicação dos seguranças da equipe brasileira. Os encontros foram alvos de duras críticas e Lula rebateu: "Quando o primeiro-ministro britânico se reúne com o Kadafi, todo mundo acha o máximo, mas quando eu me reúno com ele, todos criticam".
Em novo encontro na Cúpula África-América do Sul, em 2006 na Venezuela, na Cúpula América do Sul-África. Em todos os encontros, Lula e Kadafi criticaram os países ricos e pediram mais aproximação entre os países da América do Sul e da África. Kadafi chegou a propor uma aliança militar entre os países das duas regiões, parecida com a OTAN.

### Nicarágua de Ortega
Após as eleições na Nicarágua em 2021 não terem sido reconhecidas pela comunidade internacional, o petista respondeu que era contra a candidatura de Daniel Ortega: “Posso ser contra, mas não posso interferir nas decisões de um povo. Por que Angela Merkel pode ficar 16 anos no poder, e Daniel Ortega não? Por que Margaret Thatcher pode ficar 12 anos no poder, e Chávez não? Por que Felipe González pôde ficar 14 anos no poder?”, questionou.
Em relação ao fato de Ortega ter mandado prender seus opositores, ao contrário de Merkel e do espanhol González, Lula disse que não pode julgar o que aconteceu na Nicarágua. “Eu fui preso no Brasil. Não sei o que essas pessoas fizeram. Só sei que eu não fiz nada”.
Depois da eleição de Ortega, o PT publicou em seu site oficial uma nota na qual parabenizava a permanência do ditador e saudava a grande manifestação “popular e democrática deste país irmão”. Depois uma série de críticas, Gleisi Hoffmann, presidente nacional do PT, alegou que o texto “não foi submetido à direção partidária" e a nota foi então apagada.

### Venezuela de Chavez e Maduro
Durante uma discussão entre Hugo Chavez e o Rei Juan Calos, o então presidente Luiz Inácio Lula da Silva, que não estava presente, decidiu subir ao ringue por vontade própria. “Podem criticar o Chávez por qualquer outra coisa, inventem uma coisa para criticá-lo; mas, por falta de democracia na Venezuela, não é”, disse Lula numa entrevista no Itamaraty. “O que não falta ali é discussão. A Venezuela já teve três referendos, três eleições não sei para que, quatro plebiscitos.” Lula defendeu a intenção de Chávez de se reeleger. Mais uma vez, como fez recentemente, Lula citou primeiros-ministros como Margaret Thatcher, Felipe González, Helmut Kohl e o presidente François Mitterrand como exemplos de governantes que exerceram o poder por longos períodos.
Em 2021, o PT emitiu um comunicado saudando o pleito venezuelano. O PT afirma que “o processo eleitoral ocorreu em total respeito às regras democráticas e concedeu a vitória do PSUV em vinte estados, tendo a oposição vencido nos três restantes.” E ainda desejou que o bloqueio econômico imposto pelos Estados Unidos fosse rompido.
Em 2020, quando o então secretário de Estado Mike Pompeo fez uma visita a Roraima, Lula afirmou que o diplomata só visitou o Brasil para “provocar a Venezuela”.